# Pac's Life
Pac's Life è il sesto album postumo del rapper Tupac Shakur, uscito negli Stati Uniti il 21 novembre 2006 e giunto anche in Italia. L'album celebra il decimo anniversario della morte del rapper.

## Il disco
Include le produzioni di esponenti importanti come Sha Money XL, Swizz Beatz, L.T. Hutton, QD3 e il duo Karma Productions.
I featuring sono quelli di Bone Thugs-N-Harmony, T.I., Ashanti, Ludacris, Snoop Dogg, Papoose, Keyshia Cole, Chamillionaire, Lil Scrappy, Outlawz, Young Buck e molti altri artisti minori.
Il primo singolo dell'album è l omonimo Pac's Life. Nel periodo di debutto l'album ha raggiunto la posizione numero 9 della chart Billboard 200 e ha venduto all'incirca 159 000 copie.

## Tracce
1. Untouchable (Swizz Beatz Remix) (featuring Krayzie Bone) – 4:16 – Swizz Beatz
2. Pac's Life (featuring T.I. & Ashanti) – 3:38 – L.T. Hutton
3. Dumpin' (featuring Hussein Fatal, Papoose & Carl Thomas) – 4:27 – Sha Money XL
4. Playa Cardz Right (Female) (featuring Keyshia Cole) – 4:33 – Ivan "Orthodox" Barias & Carvin "Ransum" Haggins
5. What'z Next (featuring A3 & Jay Rock) – 4:18 – Salih Williams
6. Sleep (featuring Young Buck & Chamillionaire) – 4:10 – Sha Money XL
7. International (featuring Nipsey Hussle & Young Dre the Truth) – 4:01 – L.T. Hutton and Capital L.S
8. Don't Sleep (featuring Lil' Scrappy, Nutso, Yaki Kadafi & Stormy) – 3:36 – E.D.I. Mean
9. Soon As I Get Home (featuring Yaki Kadafi) – 3:40 – QD3
10. Playa Cardz Right (Male) (featuring Ludacris & Keon Bryce) – 4:54 – Sha Money XL
11. Don't Stop (featuring Big Syke, Yaki Kadafi, Hussein Fatal, E.D.I., Young Noble & Stormy) – 5:25 – L.T. Hutton
12. Pac's Life (Remix) (featuring Snoop Dogg, T.I., Ashanti & Chris Starr) – 3:39 – L.T. Hutton
13. Untouchable (featuring Yaki Kadafi, Hussein Fatal & Gravy) – 4:25 – Sha Money XL

Traccia bonus nell'edizione britannica/su iTunes
1. Dear Mama (Remix) (featuring Anthony Hamilton) – 5:42 – Frank Nitty

Traccia bonus nell'edizione giapponese
1. Scared Straight – 3:29 – Ivan "Orthodox" Barias & Carvin "Ransum" Haggins